# Zilog Z80
Pour les articles homonymes, voir Z80.
 (septembre 2018).

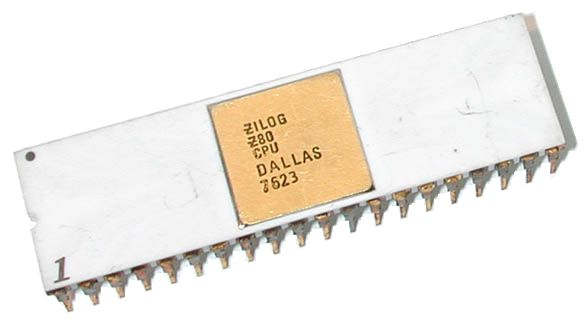
Un des premiers processeurs Z80 fabriqués en juin 1976

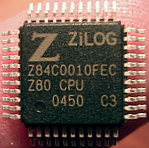
La version LQFP du Z80.

Le Zilog Z80 est un microprocesseur 8 bits conçu et fabriqué par Zilog.
Ce processeur fut commercialisé pour la toute première fois en juillet 1976.
Au début des années 1980 il fut très populaire dans la conception des ordinateurs 8 bits comme le Radio Shack TRS-80, les Sinclair ZX80, ZX81, ZX Spectrum, le standard MSX, les Amstrad CPC, le PC-88 et plus tard dans les systèmes embarqués. Avec la famille des MOS 6502, il domina le marché des ordinateurs 8 bits à partir de la fin des années 1970 jusqu’au milieu des années 1980.
Le Z80 a été conçu pour être compatible avec l’Intel 8080 : la majorité du code pour 8080 pouvait fonctionner sans grandes modifications sur le Z80.
Le système d’exploitation CP/M fut conçu pour fonctionner sur les ordinateurs dotés d'un Intel 8080 et pouvait aussi fonctionner sans modification sur les ordinateurs doté d'un Z80. 
Les ordinateurs dotés d'un Z80 étaient en général plus puissants et avaient plus de fonctionnalités que ceux dotés d'un 8080. Certaines versions de CP/M et beaucoup d’applications pour CP/M n’existaient qu’en version pour Z80.

## Historique et vue d'ensemble

Brochage du Z80

Le Z80 a vu le jour lorsque Federico Faggin, après avoir travaillé sur l'Intel 8080, quitta Intel à la fin de 1974 pour fonder Zilog avec Ralph Ungermann, pour, en juillet 1976, mettre le Z80 sur le marché,. Il a été conçu pour être compatible au niveau binaire avec l’Intel 8080 de sorte que la plus grande partie du code 8080, notamment le système d’exploitation CP/M, fonctionne sans modification dessus.
Le Z80 a rapidement pris la relève du 8080 sur le marché, et est devenu l’un des processeurs 8 bits les plus populaires. Peut-être une des clés de la réussite du Z80 fut-elle le rafraîchissement intégré de la DRAM, et d’autres caractéristiques qui permettaient aux systèmes d’être construits avec moins de puces annexes.
Pour la première génération NMOS, la fréquence d'horloge maximale augmenta progressivement. Tout d’abord à 2,5 MHz, puis par le bien connu 4 MHz (Z80a), jusqu’à 6 (Z80b) et 8 MHz (Z80h). Une version CMOS fut développée avec des fréquences limites allant de 4 MHz à 20 MHz (pour la version vendue dans les années 2000). La version CMOS a également un mode veille de basse consommation, avec conservation de l’état du processeur (sans limite basse de fréquence). Les Z180 et eZ80, dérivés entièrement compatibles, sont actuellement spécifiés pour un maximum de 33 et 50 MHz respectivement.
Des utilisations du processeur comprennent des calculatrices Texas Instruments, la gamme Amstrad CPC et GX4000, les consoles de jeux vidéo de salon Master System, ou portables game Boy. Certaines consoles plus puissantes dotées d’autres processeurs centraux comme la Neo Geo ou la Mega Drive avec son Motorola 68000, utilisaient le Z80 comme processeur complémentaire afin de gérer le son ou les entrées/sorties du système.
En 2007, le Z80 n’est plus utilisé que dans des systèmes embarqués, tels que des photocopieurs, des télécopieurs (fax), calculatrices et autres appareils de bureautique sous la forme de contrôleurs « tout en un », ceci, en raison de l’importante bibliothèque disponible pour ce processeur, et la facilité de son interfaçage avec les claviers matriciels et les afficheurs LCD.
La fabrication du Z80 "standalone" est arrêtée en 2024, mais des dérivés du z80 sont toujours fabriqués en tant que microcontrôleurs.

## Composition du Z80
Ce microprocesseur a 16 lignes d’adresse ce qui lui permet en théorie d’adresser 65536 octets.
Il se compose de 5 parties :
- une unité de contrôle ;
- un compteur de programme ;
- un registre d’instructions ;
- une unité arithmétique et logique ;
- 24 registres utilisateur.

## Les registres
| Les registres du Z80 |    |    |    |    |    |    |    |          |          |          |          |          |          |          |          |                                                       |
| \| 15 \| 14 \| 13 \| 12 \| 1 \| 10 \| 09 \| 08 \| 07 \| 06 \| 05 \| 04 \| 03 \| 02 \| 01 \| 0 \| (positions des bits) \| \| Principaux registres \| \| \| \| \| \| \| \| \| \| \| \| \| \| \| \| \| \| A \| A \| A \| A \| A \| A \| A \| A \| Drapeaux \| Drapeaux \| Drapeaux \| Drapeaux \| Drapeaux \| Drapeaux \| Drapeaux \| Drapeaux \| AF (accumulator and flags, accumulateur et drapeaux) \| \| B \| B \| B \| B \| B \| B \| B \| B \| C \| C \| C \| C \| C \| C \| C \| C \| BC \| \| D \| D \| D \| D \| D \| D \| D \| D \| E \| E \| E \| E \| E \| E \| E \| E \| DE \| \| H \| H \| H \| H \| H \| H \| H \| H \| L \| L \| L \| L \| L \| L \| L \| L \| HL (indirect address, indirection d'adresse) \| \| Registres alternatifs \| \| \| \| \| \| \| \| \| \| \| \| \| \| \| \| \| \| A' \| A' \| A' \| A' \| A' \| A' \| A' \| A' \| Flags' \| Flags' \| Flags' \| Flags' \| Flags' \| Flags' \| Flags' \| Flags' \| AF' (accumulator and flags, accumulateur et drapeaux) \| \| B' \| B' \| B' \| B' \| B' \| B' \| B' \| B' \| C' \| C' \| C' \| C' \| C' \| C' \| C' \| C' \| BC' \| \| D' \| D' \| D' \| D' \| D' \| D' \| D' \| D' \| E' \| E' \| E' \| E' \| E' \| E' \| E' \| E' \| DE' \| \| H' \| H' \| H' \| H' \| H' \| H' \| H' \| H' \| L' \| L' \| L' \| L' \| L' \| L' \| L' \| L' \| HL' (indirect address, indirection d'adresse) \| \| Registres indexés \| \| \| \| \| \| \| \| \| \| \| \| \| \| \| \| \| \| IX \| IX \| IX \| IX \| IX \| IX \| IX \| IX \| IX \| IX \| IX \| IX \| IX \| IX \| IX \| IX \| Index X \| \| IY \| IY \| IY \| IY \| IY \| IY \| IY \| IY \| IY \| IY \| IY \| IY \| IY \| IY \| IY \| IY \| Index Y \| \| SP \| SP \| SP \| SP \| SP \| SP \| SP \| SP \| SP \| SP \| SP \| SP \| SP \| SP \| SP \| SP \| Stack Pointer, pointeur de pile \| \| Autres registres \| \| \| \| \| \| \| \| \| \| \| \| \| \| \| \| \| \| \| \| \| \| \| \| \| \| I \| I \| I \| I \| I \| I \| I \| I \| Interrupt vector, vecteur d'interruption \| \| \| \| \| \| \| \| \| \| R \| R \| R \| R \| R \| R \| R \| R \| Refresh counter, compteur de rafraîchissement \| \| Compteur ordinal \| \| \| \| \| \| \| \| \| \| \| \| \| \| \| \| \| \| PC \| PC \| PC \| PC \| PC \| PC \| PC \| PC \| PC \| PC \| PC \| PC \| PC \| PC \| PC \| PC \| Program Counter, compteur ordinal \| \| Registre d'état \| \| \| \| \| \| \| \| \| \| \| \| \| \| \| \| \| \| \| \| \| \| \| \| \| \| S \| Z \| - \| H \| - \| P/V \| N \| C \| Flags, drapeaux \| |    |    |    |    |    |    |    |          |          |          |          |          |          |          |          |                                                       |
| 15 | 14 | 13 | 12 | 1  | 10 | 09 | 08 | 07       | 06       | 05       | 04       | 03       | 02       | 01       | 0        | (positions des bits)                                  |
| Principaux registres |    |    |    |    |    |    |    |          |          |          |          |          |          |          |          |                                                       |
| A | A  | A  | A  | A  | A  | A  | A  | Drapeaux | Drapeaux | Drapeaux | Drapeaux | Drapeaux | Drapeaux | Drapeaux | Drapeaux | AF (accumulator and flags, accumulateur et drapeaux)  |
| B | B  | B  | B  | B  | B  | B  | B  | C        | C        | C        | C        | C        | C        | C        | C        | BC                                                    |
| D | D  | D  | D  | D  | D  | D  | D  | E        | E        | E        | E        | E        | E        | E        | E        | DE                                                    |
| H | H  | H  | H  | H  | H  | H  | H  | L        | L        | L        | L        | L        | L        | L        | L        | HL (indirect address, indirection d'adresse)          |
| Registres alternatifs |    |    |    |    |    |    |    |          |          |          |          |          |          |          |          |                                                       |
| A' | A' | A' | A' | A' | A' | A' | A' | Flags'   | Flags'   | Flags'   | Flags'   | Flags'   | Flags'   | Flags'   | Flags'   | AF' (accumulator and flags, accumulateur et drapeaux) |
| B' | B' | B' | B' | B' | B' | B' | B' | C'       | C'       | C'       | C'       | C'       | C'       | C'       | C'       | BC'                                                   |
| D' | D' | D' | D' | D' | D' | D' | D' | E'       | E'       | E'       | E'       | E'       | E'       | E'       | E'       | DE'                                                   |
| H' | H' | H' | H' | H' | H' | H' | H' | L'       | L'       | L'       | L'       | L'       | L'       | L'       | L'       | HL' (indirect address, indirection d'adresse)         |
| Registres indexés |    |    |    |    |    |    |    |          |          |          |          |          |          |          |          |                                                       |
| IX | IX | IX | IX | IX | IX | IX | IX | IX       | IX       | IX       | IX       | IX       | IX       | IX       | IX       | Index X                                               |
| IY | IY | IY | IY | IY | IY | IY | IY | IY       | IY       | IY       | IY       | IY       | IY       | IY       | IY       | Index Y                                               |
| SP | SP | SP | SP | SP | SP | SP | SP | SP       | SP       | SP       | SP       | SP       | SP       | SP       | SP       | Stack Pointer, pointeur de pile                       |
| Autres registres |    |    |    |    |    |    |    |          |          |          |          |          |          |          |          |                                                       |
| |    |    |    |    |    |    |    | I        | I        | I        | I        | I        | I        | I        | I        | Interrupt vector, vecteur d'interruption              |
| |    |    |    |    |    |    |    | R        | R        | R        | R        | R        | R        | R        | R        | Refresh counter, compteur de rafraîchissement         |
| Compteur ordinal |    |    |    |    |    |    |    |          |          |          |          |          |          |          |          |                                                       |
| PC | PC | PC | PC | PC | PC | PC | PC | PC       | PC       | PC       | PC       | PC       | PC       | PC       | PC       | Program Counter, compteur ordinal                     |
| Registre d'état |    |    |    |    |    |    |    |          |          |          |          |          |          |          |          |                                                       |
| |    |    |    |    |    |    |    | S        | Z        | -        | H        | -        | P/V      | N        | C        | Flags, drapeaux                                       |

On  distingue deux catégories de registres : les principaux et les secondaires qui, contrairement à ce qu’indique leur nom, ont une réelle utilité car ils servent de registres image quand les échanges sont indispensables lors des calculs.
Les registres principaux sont composés de deux familles : des registres simples 8 bits, pouvant être couplés en registres pairs 16 bits et des registres IX, IY, SP 16 bits pouvant être dépareillés en registres 8 bits (sauf SP), servant à indexer la mémoire car contenant un I comme index. Les registres comportant des L signifient Low et ceux comportant des H signifient High.
Le nom d’un registre de 8 bits est composé d’une seule lettre, tandis que celui d’un registre 16 bits est composé de deux lettres. Le couplage des registres de 8 bits se fait en nommant les deux registres, en commençant par celui de poids fort (par exemple, BC est le couplage 16 bits des registres B et C).
Le registre A, est le plus important, il est appelé aussi « accumulateur. » De très nombreuses instructions en code machine se servent de ce registre. Il est très utilisé dans les opérations de comparaisons.
Le registre F appelé « flag » (drapeau en anglais), contient 8 indicateurs (drapeaux) sur le résultat du dernier calcul effectué. On trouve notamment :
- le bit du signe ;
- le bit de zéro (indique un résultat nul) ;
- le bit de retenue (carry) ;
- le bit de parité (1 si le nombre de 1 est pair).

Les registres B et C sont utilisés comme compteurs et en conjonction avec les registres D et E dans des opérations simples. Les registres H et L ont les mêmes propriétés et ont un appareil d’instruction très riche, ils sont utilisés pour contenir des adresses mémoire mais leurs capacités sont inférieures à celles du registre A. Comme les registres I et R.
Les registres IX et IY sont des registres pairs, ils peuvent  être indexés et sont utiles pour les travaux sur des listes de tables. Pour le ZX 81, ils servaient à la gestion du système comme l’affichage, le programmeur en langage machine devait les restaurer après utilisation ce qui était un inconvénient sur cette machine.
Le registre SP, appelé stack pointer sert à ranger des résultats intermédiaires dans une pile. PUSH et POP sont deux instructions clé de ce registre qui permettent respectivement de placer et de retirer un élément de la pile.

## Les familles d’instructions
La première famille se compose des octets de chargement LD (load) qui charge la mémoire dans un registre et inversement. Elle se compose aussi des instructions d’échange (EX) qui effectuent des échanges entre registres ou entre registres et valeurs.
La deuxième famille se compose d’instructions arithmétiques comme l’addition, la soustraction, la décrémentation et l’incrémentation.
La troisième famille se compose d’instructions logiques comme AND et OR qui effectuent des opérations en comparaison de deux registres bit à bit. AND transformera deux 1 en un seul 1, un 1 et un 0 en un 0, etc., XOR a une valeur de ou exclusif et CPN lève différents drapeaux du registre F selon les résultats.
La quatrième famille se compose d’instructions de branchements conditionnels et inconditionnels qui commandent des ruptures de séquence : JR (saut relatif), JP (saut simple), CALL, RST qui renvoient à un endroit du code machine comme les instructions en basic GOTO et GOSUB, RET qui ferme la boucle comme l’instruction basic RETURN. Le saut relatif a une portée limitée (256 octets de la position courante du pointeur-programme).
Enfin, il y a les familles d’instructions de pile (stockage sur pile et dépilage), les familles d’instructions de rotation qui modifient le décompte des bits dans un registre, les familles d’instructions de bit travaillant sur un bit particulier, les familles d’instructions d’entrée-sortie, les familles d’instructions d’interruption, les familles d’instructions de transfert, etc.

## Sources
- Rodnay Zaks, Programming the Z 80, Sybex, 1979 (réimpr. 1980, 1981), 630 p. (ISBN 0-89588-094-6 et 2-902414-20-X, lire en ligne)
- Composition du Z80, les registres, les familles d’instructions : La pratique du ZX 81, 1984, éditions du PSI